# سيلينوج (جزيرة)
جزيرة سيلينوج (بالإنجليزية:Selinog Island) هي جزيرة صغيرة تقع في بحر سيليبس وتتبع إداريًا لمدينة ديبولوج في إقليم زامبوانجا ديل نورت جنوب الفلبين، تُعرف الجزيرة برمالها البيضاء الناعمة ومياهها الفيروزية الصافية، وتحيط بها شعاب مرجانية غنية بالتنوع البيولوجي.

## نبذه
تعد الجزيرة موطنًا لعدد محدود من السكان الذين يعتمدون على الصيد كمصدر رئيسي للرزق، إضافةً إلى الأنشطة السياحية المتنامية مثل السباحة، والغطس السطحي، واستكشاف الشعاب المرجانية.
نظرًا لقيمتها البيئية، تم إعلان سيلينوج منطقة محمية بحرية، حيث تُبذل الجهود للحفاظ على النظم البيئية البحرية الفريدة ومنع الاستغلال الجائر للموارد الطبيعية المحيطة بها.